# Басни Федра
Басни Федра — сборник басен, опубликованный в первой половине I века римским писателем Федром. Включал переводы басен Эзопа и оригинальные произведения.

## Состав и публикация
Точной хронологии издания басен в сохранившихся источниках нет. Федр (уроженец Македонии, почти всю жизнь проживший в Риме) был младшим современником императора Августа. Писать басни он начал предположительно после смерти Августа в 14 году. Когда были изданы две первых книги, писатель вызвал чем-то гнев Сеяна, могущественного приближённого императора Тиберия. В 31 году Сеян был казнён, позже Федр издал третью книгу басен, в эпилоге к которой попросил некоего Евтиха о защите. Затем вышли четвёртая книга, посвящённая Партикулону, и пятая, посвящённая Филету (судя по именам, все трое были вольноотпущенниками). 
В пятой книге есть басня «Флейтист Принцепс», которая могла показаться читателям насмешкой над императором Нероном, а значит, эта книга была опубликована либо после 68 года, когда Нерон погиб, либо до его прихода к власти в 54 году (или по крайней мере до 59 года).

## Значение
Исследователи констатируют, что Федр черпал материал в баснях Эзопа. При этом остаётся неясным, насколько вольно он обращался с этим материалом.